# Forte Poggio Pol
Il Forte Poggio Pol, originariamente chiamato Forte Nugent, è un forte costruito dall'Austria tra il 1859 e il 1861. È posto sul colle Poggio Pol, nel comune di Pastrengo, in direzione est rispetto all'abitato.

## Storia
Questo forte, come gli altri della zona, fu costruito su espresso volere del feldmaresciallo Radetzky e fu progettato dalla k.k. Genie-Direktion di Verona.
Costruito tra il 1859 e il 1861, faceva parte del gruppo di Pastrengo che aveva lo scopo di proteggere la città di Verona qualora le truppe nemiche fossero riuscite ad aggirare le difese di Peschiera, come era poi accaduto nel 1848.
Nel 1866, con l'annessione del Veneto al Regno d'Italia, il forte passò sotto il controllo del Regio Esercito, assumendo il nome di Forte Poggio Pol.
In buono stato di conservazione, oggi ospita un ristorante.

## Architettura e caratteristiche

Le postazioni di barbetta del forte, si notano i gabbioni fascinati a protezione tra una postazione e l'altra. Sullo sfondo la stazione del telegrafo e il forte Leopold.

La pianta del forte è praticamente pentagonale e la muratura è in pietra viva, con particolari molto curati.
Simile agli altri forti del gruppo, aveva una capacità di tiro in grado di battere la zona tra Bussolengo e Pescantina.
Sul ramparo superiore erano presenti varie postazioni di artiglieria, alcune protette da un muro a cannoniera. Erano presenti anche delle postazioni in barbetta, sul fianco sinistro, divise tra di loro con delle protezioni costituite da gabbioni fascinati riempiti di terra.
All'interno del forte vi erano numerose stanze, sia per l'alloggiamento per la guarnigione, sia utilizzate come magazzini, laboratori, stalle, ecc. Questo permetteva ai soldati qui alloggiati di poter vivere autonomamente per periodi relativamente lunghi.

## Armamento
Armamento principale:
- circa 16 pezzi di artiglieria di diverso calibro di cui 10 a canna rigata (sei da 120 mm e quattro da 60 mm).